# 138e méridien est
En géographie, le 138e méridien est est le méridien joignant les points de la surface de la Terre dont la longitude est égale à 138° est.

## Géographie

### Dimensions
Comme tous les autres méridiens, la longueur du 138e méridien correspond à une demi-circonférence terrestre, soit 20 003,932 km. Au niveau de l'équateur, il est distant du méridien de Greenwich de 15 362 km,.
Avec le 42e méridien ouest, il forme un grand cercle passant par les pôles géographiques terrestres.

### Régions traversées
En commençant par le pôle Nord et descendant vers le sud au pôle Sud, Le 138e méridien est passe par:
| Coordonnées           | Pays, territoire ou mer | Notes |
| --------------------- | ----------------------- | --- |
| 90° 00′ N, 138° 00′ E | Océan Arctique          | |
| 76° 00′ N, 138° 00′ E | Russie                  | République de Sakha — Île Kotelny, Îles de Nouvelle-Sibérie |
| 74° 51′ N, 138° 00′ E | Mer de Laptev           | |
| 71° 33′ N, 138° 00′ E | Russie                  | République de Sakha — Île Yarok (en) et le continent Kraï de Khabarovsk — à partir de 59° 49′ N, 138° 00′ E |
| 56° 23′ N, 138° 00′ E | Mer d'Okhotsk           | |
| 55° 05′ N, 138° 00′ E | Russie                  | Kraï de Khabarovsk — Grande Chantar |
| 54° 46′ N, 138° 00′ E | Mer d'Okhotsk           | |
| 53° 37′ N, 138° 00′ E | Russie                  | Kraï de Khabarovsk Kraï du Primorié — à partir de 48° 18′ N, 138° 00′ E Kraï de Khabarovsk — à partir de 47° 41′ N, 138° 00′ E Kraï du Primorié — à partir de 47° 38′ N, 138° 00′ E Kraï de Khabarovsk — à partir de 47° 36′ N, 138° 00′ E Kraï du Primorié — à partir de 47° 28′ N, 138° 00′ E |
| 46° 08′ N, 138° 00′ E | Mer du Japon            | Passe juste à l'ouest de l'île de Sado, Préfecture de Niigata, Japon (at 37° 49′ N, 138° 12′ E) |
| 37° 07′ N, 138° 00′ E | Japon                   | Île de Honshū — Préfecture de Niigata — Préfecture de Nagano — à partir de 36° 54′ N, 138° 00′ E (passe juste à l'est de Matsumoto) — Préfecture de Shizuoka — à partir de 35° 17′ N, 138° 00′ E (passe par Kakegawa)                                                                           |
| 34° 40′ N, 138° 00′ E | Océan Pacifique         | Passe juste à l'ouest de l'île Yap, États fédérés de Micronésie (à 9° 27′ N, 138° 03′ E) |
| 1° 33′ S, 138° 00′ E  | Indonésie               | Île de Nouvelle-Guinée |
| 5° 29′ S, 138° 00′ E  | Mer d'Arafura           | |
| 7° 43′ S, 138° 00′ E  | Indonésie               | Île de Yos Sudarso |
| 8° 24′ S, 138° 00′ E  | Mer d'Arafura           | |
| 12° 01′ S, 138° 00′ E | Golfe de Carpentarie    | |
| 16° 33′ S, 138° 00′ E | Australie               | Frontière entre le Territoire du Nord et le Queensland (approximativement) Australie-Méridionale — à partir de 26° 00′ S, 138° 00′ E |
| 34° 21′ S, 138° 00′ E | Golfe Saint-Vincent     | |
| 35° 44′ S, 138° 00′ E | Australie               | Australie-Méridionale — Île Kangourou |
| 35° 54′ S, 138° 00′ E | Océan indien            | Les autorités australiennes considèrent cette zone comme partie de l'Océan Austral, |
| 60° 00′ S, 138° 00′ E | Océan Austral           | |
| 66° 29′ S, 138° 00′ E | Antarctique             | Terre Adélie, Territoire revendiqué par la France |